# Perugina
Perugina è un marchio alimentare di proprietà del gruppo Nestlé. Nato nel 1907 a Perugia come laboratorio artigianale specializzato nella produzione di confetti, divenne un'impresa di rilievo nazionale e internazionale sotto la gestione della famiglia Buitoni, che sviluppò prodotti di grandissimo successo come, ad esempio, il noto Bacio Perugina e la caramella Rossana.
Fusasi, nel 1968, con l'omonima azienda di famiglia a formare il gruppo IBP-Industrie Buitoni Perugina, fu coinvolta nella crisi del settore alimentare degli anni settanta da cui uscì nel 1985 con la cessione al gruppo CIR - Compagnie Industriali Riunite di Carlo De Benedetti; tuttavia manovre politiche estranee al gruppo impedirono a quest'ultimo di consolidare la presenza nell'alimentare di largo consumo e, nel 1988, la IBP fu ceduta alla multinazionale svizzera Nestlé, che dal 2008 detiene solo il marchio Perugina, avendo venduto la Buitoni in tale data.
La sede legale di Perugina è dal 1988 a Milano, ma gli stabilimenti di produzione e la Scuola del Cioccolato si trovano a Perugia.

## Storia

### La creazione
Con un capitale di 100000 L., il 30 novembre 1907 un laboratorio artigianale di Perugia viene ampliato e diventa la "Società Perugina per la Fabbricazione dei Confetti". I soci sono Francesco Buitoni (in posizione marginale nelle imprese industriali della famiglia), Luisa Spagnoli e suo marito Annibale, Leone Ascoli e Francesco Andreani.
La società si troverà sull'orlo del fallimento e verrà affidata alla fine del 1909 al diciottenne Giovanni Buitoni, figlio di Francesco. Il suo piano di salvataggio consisterà nel reperire capitali, prestiti e ridimensionamento della politica commerciale. Dato lo scarso sviluppo del comparto industriale dolciario in Italia, la società Perugina risulta allora una delle maggiori imprese, anche se il suo grado non elevato di specializzazione la configura come un'attività ancora semiartigianale.

### Il periodo interbellico e il secondo dopoguerra
Nel 1915 si trasferisce la produzione nel nuovo stabilimento di Fontivegge, vicino alla stazione ferroviaria di Perugia. La Prima guerra mondiale provoca diversi effetti sull'attività dell'impresa, come la limitazione di materie prime, ma anche l'ampliarsi della produzione di merci a base di cacao, destinate alle truppe. Nell'andamento postbellico la Perugina trae beneficio dall'espansione generale del settore destinata a durare fino ai primi anni venti.
Nel primo dopoguerra l'emergenza della crescita impone subito un ampliamento della capacità produttiva e, parallelamente, l'adeguamento della rete commerciale attraverso negozi per la vendita diretta, concessionari e depositi. Giovanni Buitoni comincia a sondare la possibilità di proiettare l'azienda sui mercati esteri, soprattutto nel Mediterraneo (Turchia, Egitto e Marocco). Nel 1922 nasce quello che diventerà il prodotto storico dell'azienda, ovvero il Bacio Perugina: Luisa Spagnoli, adoperando gli eccessi di cioccolato e granella di nocciole non usati in fabbrica durante la giornata, inventa un cuore di gianduia e granella di nocciole, ovvero un cioccolatino simile alla nocca di una mano a cui viene dato l'appellativo del "Cazzotto" che Giovanni Buitoni rinominerà poi "Bacio". Nel 1923 si giunge alla trasformazione dell'impresa in società per azioni. Nel nuovo assetto societario i Buitoni si assicurano il controllo delle attività, attraverso un processo di acquisizione di pacchetti azionari che si conclude nel 1927. La ridefinizione della struttura societaria consente a Giovanni Buitoni maggiori spazi di manovra nella complessa ristrutturazione che investe l'intero settore dolciario.
Negli anni che seguono, la storia della Perugina si intreccia con quella della Buitoni dando luogo ad un'alleanza informale legata alla comune proprietà. Giovanni Buitoni è contemporaneamente amministratore delegato della Perugina e presidente della Buitoni. La Società Perugina per la Fabbricazione dei Confetti cambia ragione sociale in La Perugina - Cioccolato e Confetture. Per volontà del suo giovane amministratore delegato, l'azienda dolciaria affida il suo nome a una manifestazione motoristica, la Coppa della Perugina, organizzata per quattro volte dal 1924 al 1927. Per la Perugina, dal 1925 al 1940, la pittrice bolognese Emma Bonazzi ha progettato manifesti, confezioni di lusso - in legno, seta, cartone - e ha curato l'allestimento dei negozi.

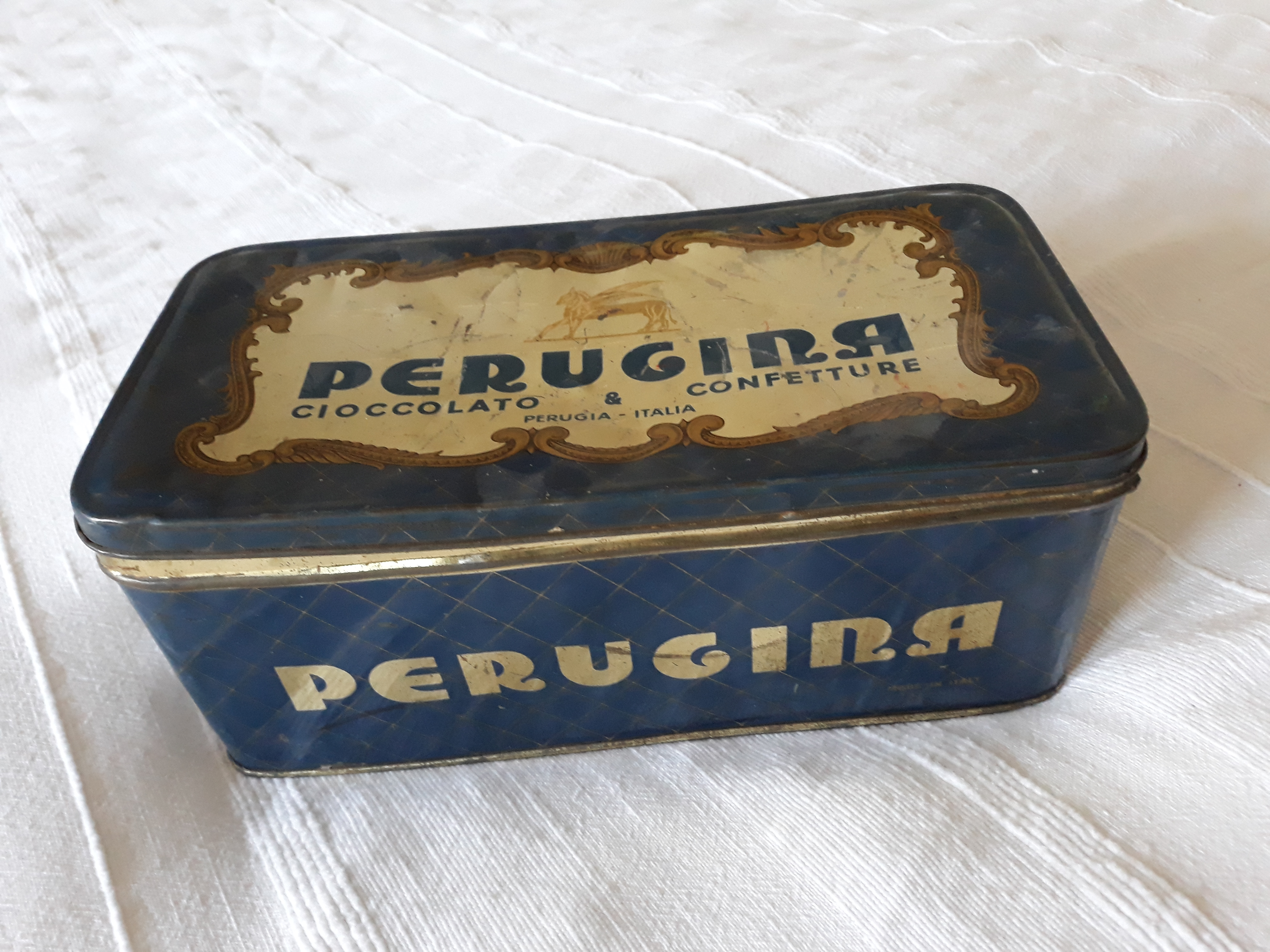
Cioccolato Perugina in scatola di latta (circa 1955)

Di fronte a un'agguerrita concorrenza straniera, sul mercato nazionale era allora l'iniziativa spregiudicata di Riccardo Gualino a segnare gli equilibri del settore: con la fusione delle principali aziende cioccolatiere italiane e la costituzione della Società unica, Gualino si muoveva in direzione della concentrazione, nella convinzione che il mercato del cioccolato potesse allargarsi negli anni successivi; inizia allora una complessa trattativa per acquisire al nuovo gruppo anche la Perugina; Buitoni rifiuta di cedere l'azienda e risponde alla sfida sul terreno dell'innovazione. In primo luogo cresce l'attenzione alla qualità del prodotto e all'innovazione tecnica del processo di fabbricazione. In secondo luogo Buitoni indirizza un costante impegno verso lo sviluppo della rete commerciale, le politiche di marketing e l'innovazione nel packaging. La Perugina guidata da Buitoni è tra le prime aziende in Italia a incartare e inscatolare i cioccolatini e avvia un piano che prevede la diffusione capillare della rete commerciale e la penetrazione diretta nei mercati esteri.
La Perugina diviene, già negli anni venti, uno dei maggiori esportatori di prodotti dolciari ed è la prima azienda italiana del settore ad applicare, tra il 1926 e il 1929, le tecniche dell'organizzazione scientifica del lavoro, aumentando la produttività e diminuendo la forza lavoro impiegata (nel 1928 ottiene il primo premio al concorso indetto dall'Enios, l'Ente nazionale per l'organizzazione scientifica del lavoro). Negli anni trenta la nuova tassa sullo zucchero crea non pochi problemi all'azienda. Per aumentare le vendite, Giovanni Buitoni e Aldo Spagnoli (allora direttore della pubblicità) inventano un concorso di figurine legato al programma radiofonico I quattro moschettieri, con un montepremi. In palio c'è anche la Topolino, un'automobile della FIAT.

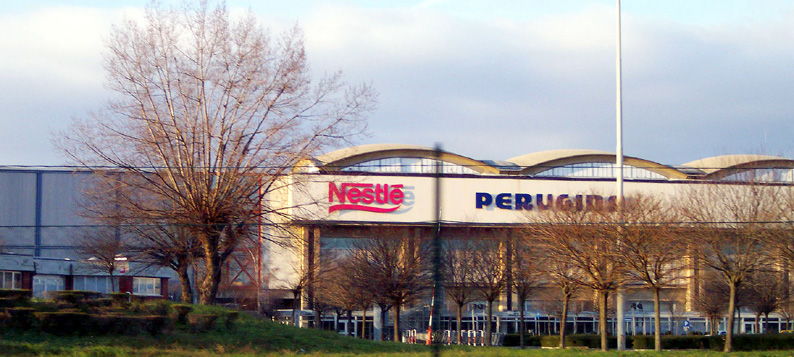
Lo stabilimento Nestlé-Perugina di San Sisto, frazione di Perugia

A partire dal 1935 i prodotti Perugina vengono lanciati negli Stati Uniti d'America, e viene fondata a New York, "La Bomboniera", società di gestione di un punto vendita di prodotti italiani sulla 5ª strada, dove la Buitoni presentava i suoi sughi pronti e la pasta. A partire dal 1954 la produzione del cioccolato si diversifica verso prodotti maggiormente di massa. Inizia la vendita di cioccolatini sciolti, di tavolette e di confezioni più economiche. Negli anni sessanta si aprono filiali nelle più importanti città del mondo e la Perugina trasloca in un'altra zona di Perugia, dal quartiere Fontivegge al nuovo stabilimento della frazione di San Sisto. Tra la fine degli anni sessanta e la prima metà degli anni settanta Perugina, seguendo l'esempio delle aziende concorrenziali, entra nel segmento delle barre e degli snack di cioccolato introducendo sul mercato prodotti quali Carrarmato, Muibon, Trebon e altri. Durante gli anni ottanta la società attraverso il lancio di prodotti, come Ti va l'idea? e il Tablò (successivamente rilanciato da Nestlé in più fasi nel corso degli anni) continuerà a far sentire la propria presenza nel mercato della produzione di cioccolato confermandosi come un'azienda del settore dolciario in grado di fare concorrenza ai gruppi leader del settore in Italia.

### La fusione con Buitoni
Nel 1968 la Buitoni viene incorporata alla Perugina: nasce l'IBP-Industrie Buitoni Perugina che però attraverserà varie difficoltà economiche fino alla sua vendita nel 1985 alla CIR di Carlo De Benedetti quando si trasformerà in Buitoni S.p.A. De Benedetti però dall'investimento nel settore alimentare non ottiene i ricavi sperati, soprattutto a causa della mancata acquisizione della SME (vicenda SME-Buitoni), la divisione agroalimentare dell'IRI tramite la cui acquisizione l'imprenditore avrebbe creato un polo leader nel mercato italiano del largo consumo in grado di schiacciare tutta la concorrenza.

### La cessione aNestlè
Nel 1988, a causa della mancata realizzazione del progetto, De Benedetti decide di uscire dal settore e di cedere la Buitoni-Perugina alla multinazionale svizzera Nestlé per una cifra pari a 1600 miliardi di lire. Anche sotto la nuova proprietà di Nestlé Italiana S.p.A. a Perugia continuerà comunque l'attività dei siti produttivi della storica società alimentare italiana. Nel luglio 2007 Nestlé decide di cedere gli impianti di produzione di massa di cacao e cioccolato liquido dell'impianto perugino di San Sisto alla compagnia svizzera manifatturiera di cioccolato Barry Callebaut; nell'operazione è previsto anche il passaggio di 87 dipendenti di Nestlé-Perugina.

## Dati sull'attività
Dopo una situazione di crisi cominciata nel 2015 e durata fino al 2018 che prevedeva un piano di esuberi di diverse centinaia di unità dal sito produttivo di San Sisto e scongiurata in parte grazie all'intervento delle autorità preposte. Alla fine si è giunti a un accordo per l'esodo incentivato di circa centocinquanta dipendenti e la cessione di due marchi storici del gruppo: il ramo di pasticceria Le Ore Liete al gruppo italiano Tedesco S.r.l. e le caramelle Rossana alla Fida. Nel 2019 Nestlé ha deciso di convertire lo stabilimento perugino nel suo hub europeo per la produzione del Kit Kat; la multinazionale svizzera ha investito una cifra pari a un milione di euro per la nuova linea produttiva dedicata alla manifattura dello storico snack, e completando così il piano di investimenti da 60 milioni di euro (15 milioni dei quali spesi nell'ammodernamento degli impianti) programmato negli ultimi tre anni. Attualmente nell'impianto umbro sono occupati 613 dipendenti.

## Prodotti
- Bacio Perugina
- Rossana Perugina